# Gemixystus
Gemixystus là một chi ốc biển, là động vật thân mềm chân bụng sống ở biển thuộc họ Muricidae, họ ốc gai.

## Các loài
Các loài thuộc chi Gemixystus bao gồm:
- Gemixystus fimbriatus Houart, 2004[2]
- Gemixystus laminatus (Petterd, 1884)[3]
- Gemixystus leptos (Houart, 1995)[4]
- Gemixystus polyphillius (Tenison-Woods, 1879)[5]
- Gemixystus recurvatus (Verco, 1909)[6]
- Gemixystus rhodanos Houart, 2004[7]
- Gemixystus rippingalei (Houart, 1998)[8]
- Gemixystus stimuleus (Hedley, 1907)[9]
- Gemixystus zebra Houart, 2004[10]